# Тяньчжу-Тибетский автономный уезд
Тяньчжу́-Тибе́тский автоно́мный уе́зд (кит. упр. 天祝藏族自治县, пиньинь Tiānzhù zàngzú zìzhìxiàn; тиб. ཐེན་ཀྲུའུ་བོད་རིགས་རང་སྐྱོང་ཁུལ, Вайли: then kru bod rigs rang skyong khul) — автономный уезд городского округа Увэй провинции Ганьсу (КНР). Название «Тяньчжу» является аббревиатурой из названий храмов Тяньтансы и Чжугунсы.

## История
Во времена империи Цинь на этих землях обитали юэчжи. В 174 году до н. э. они были вытеснены сюнну. При империи Западная Хань во времена правления императора У-ди генерал Хо Цюйбин в 121 году до н. э. разгромил сюнну и присоединил эти места к империи Хань.
После образования тангутского государства Западная Ся эти земли вошли в его состав. Западная Ся впоследствии была уничтожена монголами, а после свержения власти монголов и образования империи Мин китайские власти разместили в этих местах войска.
При империи Цин в 1724 году был осуществлён переход от военных структур управления к гражданским, и эти земли оказались в составе уездов Увэй (武威县), Пинфань (平番县) и Гулан (古浪县). В 1927 году уезд Пинфань был переименован в Юндэн (永登县).
В 1949 году был создан Специальный район Увэй (武威专区), и эти земли вошли в его состав. В январе 1950 году из уезда Юндэн был выделен Тяньчжуский автономный район (уездного уровня) — 天祝自治区（县级）. В 1953 году Тяньчжуский автономный район был переименован в Тяньчжу-Тибетский автономный район (уездного уровня) — 天祝藏族自治区（县级）. В июле 1955 года Тяньчжу-Тибетский автономный район был переименован в Тяньчжу-Тибетский автономный уезд.
В октябре 1955 года Специальный район Цзюцюань (酒泉专区) и Специальный район Увэй были объединены в Специальный район Чжанъе (张掖专区). В 1958 году уезд Гулан был присоединён к Тяньчжу-Тибетскому автономному уезду.
В ноябре 1961 года был воссоздан Специальный район Увэй, а в декабре 1961 года был восстановлен уезд Гулан. В 1970 году Специальный район Увэй был переименован в Округ Увэй (武威地区).
Постановлением Госсовета КНР от 9 мая 2001 года были расформированы округ Увэй и городской уезд Увэй, и образован городской округ Увэй.

## Административное деление
Автономный уезд делится на 10 посёлков и 9 волостей.

## Национальный состав, 2000 год
| Народ     | Численность | Доля    |
| --------- | ----------- | ------- |
| Китайцы   | 139 190     | 62,88 % |
| Тибетцы   | 66 125      | 29,87 % |
| Ту        | 12 633      | 5,71 %  |
| Хуэйцзу   | 1986        | 0,9 %   |
| Монголы   | 961         | 0,43 %  |
| Маньчжуры | 213         | 0,1 %   |
| Дунсян    | 90          | 0,04 %  |
| Уйгуры    | 40          | 0,02 %  |
| Мяо       | 23          | 0,01 %  |
| Прочие    | 86          | 0,04 %  |